# Whistling Cay
Whistling Cay ist eine 7,7 ha große Insel 270 m westlich der unbewohnten Halbinsel Mary Point auf Saint John in den Amerikanischen Jungferninseln. Sie ist mit Bäumen bedeckt und erreicht im Norden am Kliff eine Höhe von 40 m. Auf der Südostseite befindet sich ein Kiesstrand. Die Insel und Mary Point werden durch die Fungi Passage getrennt, die eine Tiefe von 6,4 m erreicht.
Whistling Cay kann mit dem Boot von Cinnamon Bay, Maho Bay oder Francis Bay erreicht werden und ist Ziel von Tauchern und Schnorchlern.
Während des 19. Jahrhunderts war die Insel Standort eines Dänischen Zollpostens zur Kontrolle der Passage zwischen den nördlich gelegenen Britischen Jungferninseln und Dänisch-Westindien.
Whistling Cay ist Teil des Virgin Islands National Park.

## Nachweise
1. ↑  Griffes, Peter L. (2004). 2004 Atlantic Boating Almanac: Gulf of Mexico. ProStar Publications. Seite 536. ISBN 9781577855125.
2. ↑  Potter, Susanna Henighan (2013). Virgin Islands. Avalon Travel. Seite 93. ISBN 9781612383682.
3. ↑  Miller, Courtney (2008). The Rough Guide to the Caribbean. Penguin. Page 422. ISBN 9781405384476.
4. ↑  National Geographic Society (1992). National Geographic's Guide to the National Parks of the United States. Seite 92. ISBN 9780870448850.